# Новолюбимівка
Новолюби́мівка —  село в Україні, у Роздольській сільській громаді Василівського району Запорізької області. Населення становить 301 особа. До 2020 орган місцевого самоврядування - Коханівська сільська рада.

## Географія
Село Новолюбимівка знаходиться на відстані 1 км від села Кохане й на 16 км на північний захід від районного центру міста Токмак.

## Історія
1923 - дата заснування. Заснував село Сардак Григорій Семенович.
12 червня 2020 року, відповідно до розпорядження Кабінету Міністрів України № 713-р «Про визначення адміністративних центрів та затвердження територій територіальних громад Запорізької області», увійшло до складу Роздольської сільської громади.
19 липня 2020 року, в результаті адміністративно-територіальної реформи та ліквідації  Михайлівського району та Токмацького районів населені пункти  громади увійшли до складу Василівського району.

## Пам'ятки
- Братська могила і пам'ятник односельчанам в с. Новолюбимівка Токмацького району Запорізької обл.

Згідно з даними паспорта, похований 301 військовослужбовець. Імена всіх відомі. В селі поховані Герої Радянського Союзу Олексій Галь та Лаврентій Аваліані.

## Відомі люди
- Коваленко Олександр Миколайович — український державний і політичний діяч, останній міністр фінансів УРСР, 1-й Міністр фінансів України